# Ivica Žurić
Ivica Zuric, fue un jugador de baloncesto croata nacido el 9 de enero de 1965, en Sibenik, RFS Yugoslavia. Con 2.06 de estatura, jugaba en la posición de ala-pívot. Consiguió 3 medallas en competiciones internacionales con Croacia.

## Equipos
- 1982-1991 KK Šibenka
- 1991-1992 KK Zagreb
- 1992-1997 Cibona Zagreb
- 1997-1998  KK Olimpia Osijek
- 1998-1999  Kombassan Konya
- 1999-2001 Cibona Zagreb
- 2001-2002  KK Brotnjo